# Тварини Донецької області, занесені до Червоної книги України
Список тварин Донецької області, занесених до Червоної книги України.

## Статистика
До списку входить 136; видів тварин, з них:
- Кільчастих червів 1;
- Членистоногих — 75;
- Хордових — 60.

Серед них за природоохоронним статусом: 
- Вразливих — 46;
- Рідкісних — 53;
- Недостатньо відомих  — 1;
- Неоцінених — 8;
- Зникаючих — 28.

## Список видів
| № п/п | Українська назва виду                               | Латинська назва виду          | Природоохоронний статус | Тип             |
| ----- | --------------------------------------------------- | ----------------------------- | ----------------------- | --------------- |
| 1     | Аврора біла                                         | Euchloe ausonia               | Вразливий               | Членистоногі    |
| 2     | Андрена золотонога                                  | Andrena chrysopus             | Рідкісний               | Членистоногі    |
| 3     | Андрена степова                                     | Andrena stepposa              | Рідкісний               | Членистоногі    |
| 4     | Аполлон                                             | Parnassius apollo             | Зникаючий               | Членистоногі    |
| 5     | Арге Беккера                                        | Arge beckeri                  | Рідкісний               | Членистоногі    |
| 6     | Архірилея чорна                                     | Archirilleya inopinata        | Рідкісний               | Членистоногі    |
| 7     | Бабка перев'язана                                   | Sympetrum pedemontanum        | Вразливий               | Членистоногі    |
| 8     | Балабан                                             | Falco cherrug                 | Вразливий               | Хордові         |
| 9     | Бистрянка російська                                 | Alburnoides rossicus          | Зникаючий               | Хордові         |
| 10    | Бичок-пуголовок зірчастий                           | Benthophilus stellatus        | Рідкісний               | Хордові         |
| 11    | Боривітер степовий                                  | Falco naumanni                | Зникаючий               | Хордові         |
| 12    | Бражник дубовий                                     | Marumba quercus               | Рідкісний               | Членистоногі    |
| 13    | Бражник карликовий                                  | Sphingonaepiopsis gorgoniades | Рідкісний               | Членистоногі    |
| 14    | Бражник мертва голова                               | Acherontia atropos            | Рідкісний               | Членистоногі    |
| 15    | Бражник прозерпіна                                  | Proserpinus proserpina        | Рідкісний               | Членистоногі    |
| 16    | Бражник скабіозовий                                 | Hemaris tityus                | Рідкісний               | Членистоногі    |
| 17    | Бражник хорватський                                 | Hemaris croatica              | Рідкісний               | Членистоногі    |
| 18    | Вечірниця мала                                      | Nyctalus leisleri             | Рідкісний               | Хордові         |
| 19    | Вечірниця руда                                      | Nyctalus noctula              | Вразливий               | Хордові         |
| 20    | Видра річкова                                       | Lutra lutra                   | Неоцінений              | Хордові         |
| 21    | Вівсянка чорноголова                                | Emberiza melanocephala        | Рідкісний               | Хордові         |
| 22    | Вусач великий дубовий                               | Cerambyx cerdo                | Вразливий               | Членистоногі    |
| 23    | Вусач земляний хрестоносець (коренеїд хрестоносець) | Dorcadion equestre            | Вразливий               | Членистоногі    |
| 24    | Вусач мускусний                                     | Aromia moschata               | Вразливий               | Членистоногі    |
| 25    | Вусач-червонокрил Келлера                           | Purpuricenus kaehleri         | Вразливий               | Членистоногі    |
| 26    | Гадюка Нікольського, гадюка лісостепова             | Vipera nikolskii              | Рідкісний               | Хордові         |
| 27    | Гадюка степова                                      | Vipera renardi                | Вразливий               | Хордові         |
| 28    | Гоголь                                              | Bucephala clangula            | Рідкісний               | Хордові         |
| 29    | Гоплітіс рудий                                      | Hoplitis fulva                | Рідкісний               | Членистоногі    |
| 30    | Горностай                                           | Mustela erminea               | Неоцінений              | Хордові         |
| 31    | Дазипода шипоносна (мохнонога бджола шипоносна)     | Dasypoda spinigera            | Рідкісний               | Членистоногі    |
| 32    | Дерихвіст лучний                                    | Glareola pratincola           | Рідкісний               | Хордові         |
| 33    | Джміль вірменський                                  | Bombus armeniacus             | Зникаючий               | Членистоногі    |
| 34    | Джміль глинистий                                    | Bombus argillaceus            | Вразливий               | Членистоногі    |
| 35    | Джміль лезус                                        | Bombus laesus                 | Вразливий               | Членистоногі    |
| 36    | Джміль моховий                                      | Bombus muscorum               | Рідкісний               | Членистоногі    |
| 37    | Джміль оперезаний                                   | Bombus zonatus                | Рідкісний               | Членистоногі    |
| 38    | Джміль пахучий                                      | Bombus fragrans               | Зникаючий               | Членистоногі    |
| 39    | Джміль червонуватий                                 | Bombus ruderatus              | Рідкісний               | Членистоногі    |
| 40    | Джміль яскравий                                     | Bombus pomorum                | Вразливий               | Членистоногі    |
| 41    | Дисцелія зональна                                   | Discoelius zonalis            | Рідкісний               | Членистоногі    |
| 42    | Дозорець-імператор                                  | Anax imperator                | Вразливий               | Членистоногі    |
| 43    | Долерус степовий                                    | Dolerus ciliatus              | Рідкісний               | Членистоногі    |
| 44    | Евмен трикрапковий                                  | Eumenes tripunctatus          | Вразливий               | Членистоногі    |
| 45    | Ейзенія гордєєва                                    | Eisenia gordejeffi            | Вразливий               | Кільчасті черви |
| 46    | Жук-олень, рогач звичайний                          | Lucanus cervus                | Рідкісний               | Членистоногі    |
| 47    | Жук-самітник                                        | Osmoderma barnabita           | Вразливий               | Членистоногі    |
| 48    | Журавель сірий                                      | Grus grus                     | Рідкісний               | Хордові         |
| 49    | Журавель степовий                                   | Anthropoides virgo            | Зникаючий               | Хордові         |
| 50    | Зегрис Евфема                                       | Zegris eupheme                | Зникаючий               | Членистоногі    |
| 51    | Змієїд                                              | Circaetus gallicus            | Рідкісний               | Хордові         |
| 52    | Зубарик чорнолапий                                  | Merodon nigritarsis           | Рідкісний               | Членистоногі    |
| 53    | Їжак вухатий                                        | Hemiechinus auritus           | Зникаючий               | Хордові         |
| 54    | Ірис плямистий                                      | Iris polystictica             | Рідкісний               | Членистоногі    |
| 55    | Кажан пізній                                        | Eptesicus serotinus           | Вразливий               | Хордові         |
| 56    | Канюк степовий                                      | Buteo rufinus                 | Рідкісний               | Хордові         |
| 57    | Каптурниця срібляста                                | Cucullia argentina            | Рідкісний               | Членистоногі    |
| 58    | Клімена                                             | Esperarge climene             | Вразливий               | Членистоногі    |
| 59    | Коловодник ставковий (поручайник)                   | Tringa stagnatilis            | Зникаючий               | Хордові         |
| 60    | Коник-товстун степовий                              | Callimenus multituberculatus  | Зникаючий               | Членистоногі    |
| 61    | Красик веселий (Пістрянка весела)                   | Zygaena laeta                 | Зникаючий               | Членистоногі    |
| 62    | Крячок малий                                        | Sterna albifrons              | Рідкісний               | Хордові         |
| 63    | Ксилокопа звичайна (бджола-тесляр звичайна)         | Xylocopa valga                | Рідкісний               | Членистоногі    |
| 64    | Ксилокопа райдужна (бджола-тесляр райдужна)         | Xylocopa iris                 | Зникаючий               | Членистоногі    |
| 65    | Ксилокопа фіолетова (бджола-тесляр фіолетова)       | Xylocopa violacea             | Рідкісний               | Членистоногі    |
| 66    | Ктир велетенський                                   | Satanas gigas                 | Вразливий               | Членистоногі    |
| 67    | Ктир шершенеподібний                                | Asilus crabroniformis         | Рідкісний               | Членистоногі    |
| 68    | Кулик-довгоніг (ходуличник)                         | Himantopus himantopus         | Вразливий               | Хордові         |
| 69    | Кулик-сорока                                        | Haematopus ostralegus         | Вразливий               | Хордові         |
| 70    | Левкомігус білосніжний                              | Leucomigus candidatus         | Рідкісний               | Членистоногі    |
| 71    | Лежень                                              | Burhinus oedicnemus           | Неоцінений              | Хордові         |
| 72    | Лилик двоколірний                                   | Vespertilio murinus           | Вразливий               | Хордові         |
| 73    | Ліксус катрановий                                   | Lixus canescens               | Рідкісний               | Членистоногі    |
| 74    | Лунь польовий                                       | Circus cyaneus                | Рідкісний               | Хордові         |
| 75    | Лунь степовий                                       | Circus macrourus              | Зникаючий               | Хордові         |
| 76    | Люцина                                              | Hamearis lucina               | Вразливий               | Членистоногі    |
| 77    | Мантіспа штирійська                                 | Mantispa styriaca             | Рідкісний               | Членистоногі    |
| 78    | Мартин каспійський (реготун чорноголовий)           | Larus ichthyaetus             | Зникаючий               | Хордові         |
| 79    | Махаон                                              | Papilio machaon               | Вразливий               | Членистоногі    |
| 80    | Мегахіла Жіро (бджола-листоріз Жіро)                | Megachile giraudi             | Рідкісний               | Членистоногі    |
| 81    | Мелітта Ванковича                                   | Melitta wankowiczi            | Зникаючий               | Членистоногі    |
| 82    | Мелітурга булавовуса                                | Melitturga clavicornis        | Вразливий               | Членистоногі    |
| 83    | Мишівка степова                                     | Sicista subtilis              | Зникаючий               | Хордові         |
| 84    | Мідянка звичайна                                    | Coronella austriaca           | Вразливий               | Хордові         |
| 85    | Мнемозина                                           | Parnassius mnemosyne          | Вразливий               | Членистоногі    |
| 86    | Могильник                                           | Aquila heliaca                | Рідкісний               | Хордові         |
| 87    | Морська свиня (азовка)                              | Phocoena phocoena             | Вразливий               | Хордові         |
| 88    | Нетопир звичайний                                   | Pipistrellus pipistrellus     | Вразливий               | Хордові         |
| 89    | Нетопир Натузіуса                                   | Pipistrellus nathusii         | Неоцінений              | Хордові         |
| 90    | Нетопир середземноморський                          | Pipistrellus kuhlii           | Вразливий               | Хордові         |
| 91    | Нетопир-карлик                                      | Pipistrellus pygmaeus         | Неоцінений              | Хордові         |
| 92    | Нічниця водяна                                      | Myotis daubentonii            | Вразливий               | Хордові         |
| 93    | Нічниця Наттерера                                   | Myotis nattereri              | Вразливий               | Хордові         |
| 94    | Нічниця ставкова                                    | Myotis dasycneme              | Зникаючий               | Хордові         |
| 95    | Норка європейська                                   | Mustela lutreola              | Зникаючий               | Хордові         |
| 96    | Огар                                                | Tadorna ferruginea            | Вразливий               | Хордові         |
| 97    | Орел-карлик                                         | Hieraaetus pennatus           | Рідкісний               | Хордові         |
| 98    | Орлан-білохвіст                                     | Haliaeetus albicilla          | Рідкісний               | Хордові         |
| 99    | Орусус паразитичний                                 | Orussus abietinus             | Рідкісний               | Членистоногі    |
| 100   | Пелекоцера широколоба                               | Pelecocera latifrons          | Рідкісний               | Членистоногі    |
| 101   | Пелікан кучерявий                                   | Pelecanus crispus             | Зникаючий               | Хордові         |
| 102   | Перегузня                                           | Vormela peregusna             | Рідкісний               | Хордові         |
| 103   | Пилкоротиця південна                                | Temnostoma meridionale        | Вразливий               | Членистоногі    |
| 104   | Пісочник морський (зуйок морський)                  | Charadrius alexandrinus       | Вразливий               | Хордові         |
| 105   | Подалірій                                           | Iphiclides podalirius         | Вразливий               | Членистоногі    |
| 106   | Поліксена                                           | Zerynthia polyxena            | Вразливий               | Членистоногі    |
| 107   | Полоз візерунковий                                  | Elaphe dione                  | Зникаючий               | Хордові         |
| 108   | Полоз жовточеревий, полоз каспійський               | Hierophis caspius             | Вразливий               | Хордові         |
| 109   | Полоз сарматський, полоз Палласів                   | Elaphe sauromates             | Вразливий               | Хордові         |
| 110   | Псарус черевастий                                   | Psarus abdominalis            | Зникаючий               | Членистоногі    |
| 111   | Сатир залізний                                      | Hipparchia statilinus         | Рідкісний               | Членистоногі    |
| 112   | Сатурнія велика                                     | Saturnia pyri                 | Вразливий               | Членистоногі    |
| 113   | Сиворакша                                           | Coracias garrulus             | Зникаючий               | Хордові         |
| 114   | Синявець Бавій                                      | Pseudophilotes bavius         | Вразливий               | Членистоногі    |
| 115   | Синявець Буадюваля (синявець ероїдес)               | Polyommatus boisduvalii       | Зникаючий               | Членистоногі    |
| 116   | Синявець римнус                                     | Neolycaena rhymnus            | Неоцінений              | Членистоногі    |
| 117   | Скопа                                               | Pandion haliaetus             | Зникаючий               | Хордові         |
| 118   | Совка сокиркова                                     | Periphanes delphinii          | Вразливий               | Членистоногі    |
| 119   | Сорокопуд червоноголовий                            | Lanius senator                | Рідкісний               | Хордові         |
| 120   | Стафілін волохатий                                  | Emus hirtus                   | Рідкісний               | Членистоногі    |
| 121   | Стизоїд тризубий                                    | Stizoides tridentatus         | Рідкісний               | Членистоногі    |
| 122   | Стрічкарка блакитна                                 | Catocala fraxini              | Вразливий               | Членистоногі    |
| 123   | Стрічкарка орденська малинова                       | Catocala sponsa               | Рідкісний               | Членистоногі    |
| 124   | Строкатка степова                                   | Lagurus lagurus               | Зникаючий               | Хордові         |
| 125   | Сфекс рудуватий                                     | Sphex funerarius              | Неоцінений              | Членистоногі    |
| 126   | Тапінома кінбурнська                                | Tapinoma kinburni             | Рідкісний               | Членистоногі    |
| 127   | Турун бесарабський                                  | Carabus bessarabicus          | Вразливий               | Членистоногі    |
| 128   | Турун угорський                                     | Carabus hungaricus            | Вразливий               | Членистоногі    |
| 129   | Тушканчик великий                                   | Allactaga jaculus             | Рідкісний               | Хордові         |
| 130   | Тхір лісовий                                        | Mustela putorius              | Неоцінений              | Хордові         |
| 131   | Тхір степовий                                       | Mustela eversmanni            | Зникаючий               | Хордові         |
| 132   | Харакопіг скіфський                                 | Characopygus scythicus        | Зникаючий               | Членистоногі    |
| 133   | Хом'ячок сірий                                      | Cricetulus migratorius        | Недостатньо відомий     | Хордові         |
| 134   | Хохуля руська                                       | Desmana moschata              | Зникаючий               | Хордові         |
| 135   | Чоботар (шилодзьобка)                               | Recurvirostra avosetta        | Рідкісний               | Хордові         |
| 136   | Шемая азовська                                      | Alburnus leobergi             | Вразливий               | Хордові         |